# Marjan Lah
Marjan Lah, slovenski novinar, televizijski novinar in urednik, * 29. julij 1953, Celje, Socialistična republika Slovenija
Leta 1978 je diplomiral na Visoki šoli za telesno kulturo v Ljubljani (danes Fakulteta za šport).
Na RTV Slovenija (prej RTV Ljubljana) je redno zaposlen od leta 1979. Bil je eden izmed prvih novinarjev, ki so v prispevkih poudarjali tudi pomen rekreativnega športa in v sodelovanju z uveljavljenimi režiserji televizijskih prenosov (Beno Hvala, Stane Škodlar) uvedel vidne spremembe v spremljanju športnih prireditev (vodenje oddaje pred, med in po neposrednem prenosu, uvedel je reporterske dvojice TV reporterja in strokovnega komentatorja). Že pred redno zaposlitvijo je honorarno opravljal dela urednika oddaje Sedma steza (1976–78), novinarja, komentatorja prenosov alpskega smučanja, orodne telovadbe - gimnastike, rokometa in odbojke (1976–86). Bil je urednik športnega programa med leti 1986–2001 ter med leti 1998–2001 prvi predsednik Strokovnega sveta za šport pri Vladi Repubike Slovenije. Med leti 1975-78 je bil dopisnik tržaškega Primorskega dnevnika ter med leti 1980–85 urednik za šport/telesno kulturo mladinskega tednika Pionirski list (danes revija Pil). Med leti 1983–86 je bil urednik oddaj tedenskih oddaj Športnega uredništva TV Ljubljana Še nekaj zase. V letih 2013–15 ter 2017–21 je bil svetovalec generalnega direktorja RTV Slovenija. Leta 1985 je ustanovil Utrip, prvi zasebni tednik v Jugoslaviji.
Med leti 1986 in 1991 je bil delegat TV Ljubljana pri Jugoslovanski radioteleviziji (JRT), med leti 1987 in 2001 podpredsednik EBU Golden Shoot Festival, med leti 1992 in 2001 delegat RTV Slovenija pri EBU Sports Group, med leti 1993 in 1997 član IOC »Oris« Group Nagano Olympic, skupine za pripravo in izvedbo olimpijskih iger v Naganu 1998, član Razvojne skupine EBU med leti 1994 in 2001, član izvršnega Komiteja Eurosporta med leti 1996 in 2001, koordinator producent pri pripravi in izvedbi olimpijskih iger v Atenah 2004 med leti 2002-04, produkcijski menedžer zimskih olimpijskih iger v Torinu TOBO 2006, koordinator producent zimskih olimpijskih iger v Vancouvru 2010 ter vodja projekta multi produkcije zimskih olimpijskih v Sočiju 2014.